# Galshar
Galshar (mongoliska: Галшар Сум, Галшар, Galshar Sum) är ett distrikt i Mongoliet.   Det ligger i provinsen Chentij, i den östra delen av landet, 400 km sydost om huvudstaden Ulaanbaatar.